# CF de Carthage
CF de Carthage (franska: Club féminin de Carthage, arabiska: النادي النسائي بقرطاج) är en volleybollklubb från Karthago, Tunisien. Klubben grundades 2011.
Klubben har vunnit Women's African Club Championship två gånger (2017 och 2021), tunisiska mästerskapet tio gånger (2013-2018, 2020-2023) och tunisiska cupen sju gånger (2015-2017, 2020-2023).